# Burzaco Fútbol Club
Burzaco Fútbol Club es un club deportivo ubicado en la ciudad de Burzaco, Partido de Almirante Brown, Provincia de Buenos Aires, Argentina. Fue fundado el 1ro de octubre de 1928. En la actualidad, en el “Fobal” se desarrollan Basketball, Gimnasia Artística, Tai Chi, Gimnasio, Natación, Matronatación, Aquagym, Danza, Futbol.

## Básquetbol

### Generación Dorada
Con el básquet como deporte sobresaliente, de allí surgió Gabriel Fernández. El jugador fue parte de la Selección Argentina denominada la “Generación Dorada” que consiguió el primer puesto en los Juegos Olímpicos de Atenas 2004.

### Resultados históricos

#### Categorías de ascenso (2017 a presente)
| Temporada                            | Pos. Fase Regular (división) | Pos. Play-offs (general) | Observaciones |
| ------------------------------------ | ---------------------------- | ------------------------ | ------------- |
| Torneo Federal de Básquetbol 2017-18 | 12° (División Metropolitana) | En curso                 | Anexo         |